# LNB Pro B de 2021–22
A Temporada 2020–21 da LNB Pro B foi a 83ª edição da competição relativa a segunda divisão do basquetebol francês. Credencia ao campeão da temporada regular e ao vencedor dos playoffs de promoção uma vaga na liga Jeep Élite na próxima temporada, bem como relega as duas equipes pior qualificadas para a Nationale Masculine 1.

## Clubes participantes
Na temporada 2020-21 foram promovidos para a Élite as equipes do Paris Basketball e o Fos-Sur-Mer e apenas o Poitiers foi rebaixado para a NM 1. O Antibes que também fechou a temporada anterior na zona de rebaixamento acabou por receber um convite para permanecer, haja visto que os alsacianos Gries Oberhoffen e Souffelweyersheim fundiram-se, deixando assim uma vaga em aberto.
Oriundos da NM1, Tours e Saint-Vallier, foram promovidos por serem as equipes com melhores resultados ao final da temporada. 
| Clube           | Cidade                    |
| --------------- | ------------------------- |
| Aix-Maurienne   | Aix-les-Bains             |
| Antibes         | Antibes                   |
| Blois           | Blois                     |
| Boulazac        | Boulazac                  |
| Chalon/Saône    | Chalon-sur-Saône          |
| Denain          | Denain                    |
| Évreux          | Évreux                    |
| Alliance Alsace | Gries e Souffelweyersheim |
| Lille           | Lille                     |
| Nancy           | Nancy                     |
| Nantes          | Nantes                    |
| Quimper         | Quimper                   |
| Rouen           | Ruão                      |
| Saint-Chamond   | Saint-Chamond             |
| Saint-Quentin   | Saint-Quentin             |
| Saint-Vallier   | Saint-Vallier-de-Thiey    |
| Tours           | Tours                     |
| Vichy-Clermont  | Vichy Clermont-Ferrand    |

## Temporada regular

### Forma de competição
As equipes disputam em 34 rodadas no modo turno e returno a temporada regular ao qual classificará para a Élite na próxima temporada o primeiro colocado o qual também será consagrado "Campeão da França de Basquetebol da Segunda Divisão" A segunda vaga de promoção dar-se-á após apuração de um "playoff" que poderá ser entre o 2º colocado e o 8º colocado somado ao campeão da "Leaders Cup ProB", porém se este campeão estiver entre os 2º e 8º colocados, ou ainda entre os rebaixados, abrir-se-á vaga para o 9º colocado.

### Classificação
| Pos. | Clube           | %V     | Jogos | Jogos | Jogos | Pontos | Pontos | %P+  | %P-  | Classificação                  |
| Pos. | Clube           | %V     | J     | V     | D     | P+     | P-     | %P+  | %P-  | Classificação                  |
| ---- | --------------- | ------ | ----- | ----- | ----- | ------ | ------ | ---- | ---- | ------------------------------ |
| 1    | Nancy           | 76.5%  | 34    | 26    | 8     | 2796   | 2524   | 82.2 | 74.2 | Promovido para a Élite         |
| 2    | Saint-Chamond   | 76.5%  | 34    | 26    | 8     | 2915   | 2705   | 85.7 | 79.6 | Classificados para os Playoffs |
| 3    | Saint-Quentin   | 64.7%  | 34    | 22    | 12    | 2640   | 2537   | 77.6 | 74.6 | Classificados para os Playoffs |
| 4    | Blois           | 58.8%  | 34    | 20    | 14    | 2601   | 2565   | 76.5 | 75.4 | Classificados para os Playoffs |
| 5    | Évreux          | 58.8%  | 34    | 20    | 14    | 2835   | 2757   | 83.4 | 81.1 | Classificados para os Playoffs |
| 6    | Antibes         | 55.9%  | 34    | 19    | 15    | 2703   | 2611   | 79.5 | 76.8 | Classificados para os Playoffs |
| 7    | Chalon/Saône    | 52.9%  | 34    | 18    | 16    | 2771   | 2752   | 81.5 | 80.9 | Classificados para os Playoffs |
| 8    | Vichy-Clermont  | 50,00% | 34    | 17    | 17    | 2739   | 2665   | 80.6 | 78.4 | Classificados para os Playoffs |
| 9    | Alliance Alsace | 47.1%  | 34    | 16    | 18    | 2721   | 2727   | 80.0 | 80.2 |                                |
| 10   | Denain          | 44.1%  | 34    | 15    | 19    | 2569   | 2605   | 75.6 | 76.6 |                                |
| 11   | Aix-Maurienne   | 44.1%  | 34    | 15    | 19    | 2571   | 2655   | 75.6 | 78.1 |                                |
| 12   | Boulazac        | 44.1%  | 34    | 15    | 19    | 2714   | 2725   | 79.8 | 80.1 |                                |
| 13   | Nantes          | 44.1%  | 34    | 15    | 19    | 2680   | 2721   | 78.8 | 80.0 |                                |
| 14   | Saint-Vallier   | 41.2%  | 34    | 14    | 20    | 2532   | 2741   | 74.5 | 80.6 |                                |
| 15   | Quimper         | 41.2%  | 34    | 14    | 20    | 2605   | 2681   | 76.6 | 78.9 |                                |
| 16   | Lille           | 41.2%  | 34    | 14    | 20    | 2604   | 2630   | 76.6 | 77.4 |                                |
| 17   | Tours           | 41.2%  | 34    | 14    | 20    | 2717   | 2766   | 79.9 | 81.4 | Rebaixados para NM1            |
| 18   | Rouen           | 17.7%  | 34    | 6     | 28    | 2667   | 3013   | 78.4 | 88.6 | Rebaixados para NM1            |

### Resultados
| Casa\Visitante  | AIX   | ANT   | BLO   | BOU     | CHA    | DEN   | EVR   | ALL    | LIL   | NCY   | NAN     | QUI    | ROU    | SCH   | SQU   | SVA   | TOU    | VIC    |
| --------------- | ----- | ----- | ----- | ------- | ------ | ----- | ----- | ------ | ----- | ----- | ------- | ------ | ------ | ----- | ----- | ----- | ------ | ------ |
| Aix-Maurienne   |       | 84-65 | 89-92 | 74-67   | 92-88  | 80-77 | 70-74 | 88-82  | 79-90 | 74-87 | 76-72   | 75-80  | 74-68  | 88-71 | 64-70 | 79-73 | 77-79  | 78-72  |
| Antibes         | 71-81 |       | 82-73 | 75-53   | 102-85 | 84-80 | 71-90 | 93-85  | 75-76 | 73-89 | 86-63   | 85-65  | 102-77 | 91-72 | 95-85 | 83-52 | 70-69  | 66-87  |
| Blois           | 83-56 | 82-60 |       | 93-87   | 70-85  | 81-69 | 78-72 | 77-92  | 79-60 | 80-88 | 56-68   | 80-61  | 78-72  | 76-77 | 69-87 | 90-83 | 72-54  | 89-84  |
| Boulazac        | 96-94 | 80-67 | 75-62 |         | 85-68  | 70-75 | 69-77 | 69-87  | 75-53 | 73-84 | 84-92   | 64-84  | 96-97  | 71-91 | 62-83 | 95-67 | 93-90  | 60-71  |
| Chalon/Saône    | 87-65 | 76-63 | 82-71 | 70-76   |        | 79-61 | 90-92 | 88-92  | 88-61 | 72-71 | 86-91   | 85-77  | 71-62  | 86-87 | 67-77 | 78-72 | 100-97 | 71-69  |
| Denain          | 73-64 | 68-61 | 76-78 | 63-59   | 90-70  |       | 65-71 | 79-68  | 88-87 | 98-75 | 73-66   | 69-74  | 96-68  | 68-98 | 79-83 | 71-77 | 71-68  | 86-92  |
| Évreux          | 85-98 | 89-85 | 74-85 | 110-117 | 73-79  | 80-89 |       | 91-81  | 90-84 | 83-93 | 118-107 | 89-68  | 79-80  | 79-78 | 73-68 | 88-61 | 78-70  | 91-87  |
| Alliance Alsace | 75-77 | 75-64 | 68-76 | 72-89   | 83-87  | 76-73 | 82-80 |        | 76-71 | 84-75 | 73-87   | 85-72  | 90-75  | 92-97 | 96-81 | 85-92 | 90-69  | 73-72  |
| Lille           | 69-70 | 83-91 | 67-58 | 66-57   | 77-83  | 75-71 | 93-79 | 102-76 |       | 71-83 | 85-87   | 74-86  | 86-77  | 76-83 | 62-69 | 85-66 | 72-74  | 75-72  |
| Nancy           | 73-55 | 90-76 | 85-59 | 77-76   | 76-56  | 70-63 | 82-94 | 83-85  | 89-72 |       | 82-56   | 78-67  | 98-93  | 93-87 | 70-57 | 96-50 | 73-78  | 78-76  |
| Nantes          | 74-66 | 82-84 | 69-78 | 84-92   | 86-100 | 91-60 | 71-66 | 82-71  | 66-90 | 77-81 |         | 63-72  | 91-63  | 85-96 | 87-74 | 85-71 | 84-92  | 91-71  |
| Quimper         | 77-72 | 68-90 | 78-83 | 80-106  | 92-86  | 71-76 | 76-80 | 76-71  | 75-84 | 68-72 | 79-98   |        | 105-64 | 97-60 | 78-74 | 68-76 | 81-76  | 82-86  |
| Rouen           | 72-77 | 68-92 | 81-84 | 75-95   | 103-92 | 59-76 | 81-88 | 81-85  | 81-91 | 85-84 | 110-74  | 70-93  |        | 72-96 | 84-90 | 69-92 | 97-89  | 95-104 |
| Saint-Chamond   | 95-83 | 81-70 | 90-81 | 100-81  | 93-69  | 86-79 | 81-66 | 79-77  | 76-69 | 71-86 | 81-74   | 102-70 | 91-69  |       | 87-92 | 95-79 | 101-87 | 94-75  |
| Saint-Quentin   | 88-79 | 68-74 | 64-56 | 90-83   | 91-86  | 71-73 | 76-56 | 75-71  | 86-84 | 77-83 | 70-51   | 72-60  | 80-77  | 73-79 |       | 77-69 | 81-76  | 79-78  |
| Saint-Vallier   | 68-60 | 69-88 | 65-80 | 83-78   | 86-92  | 91-75 | 91-87 | 79-87  | 64-63 | 70-89 | 62-69   | 80-73  | 94-88  | 96-81 | 80-71 |       | 80-71  | 72-80  |
| Tours           | 82-67 | 85-91 | 87-66 | 91-101  | 81-90  | 92-80 | 69-94 | 73-67  | 86-89 | 92-89 | 87-86   | 72-74  | 93-74  | 74-75 | 78-74 | 80-62 |        | 82-79  |
| Vichy-Clermont  | 80-66 | 81-74 | 78-86 | 93-74   | 88-79  | 90-79 | 82-96 | 73-69  | 75-62 | 73-74 | 75-81   | 84-78  | 87-80  | 81-84 | 71-87 | 85-60 | 88-74  |        |

## Playoffs

### Quartas de final
| Time 1        | Série | Time 2          | 1º Jogo  | 2º Jogo | 3º Jogo |
| ------------- | ----- | --------------- | -------- | ------- | ------- |
| Saint-Chamond | 1 - 2 | Alliance Alsace | 106 - 96 | 95 - 91 | 86 - 99 |
| Évreux        | 0 - 2 | Antibes         | 70 - 77  | 51 - 72 | -       |
| Saint-Quentin | 0 - 2 | Vichy-Clermont  | 80 - 83  | 65 - 77 | -       |
| Blois         | 2 - 1 | Chalon/Saône    | 74 - 75  | 84 - 78 | 93 - 83 |

### Semifinal
| Time 1          | Série | Time 2  | 1º Jogo | 2º Jogo | 3º Jogo |
| --------------- | ----- | ------- | ------- | ------- | ------- |
| Alliance Alsace | 1 - 2 | Antibes | 83 - 89 | 80 - 78 | 87 - 88 |
| Vichy-Clermont  | 1 - 2 | Blois   | 79 - 89 | 77 - 47 | 68 - 83 |

### Final
| Time 1  | Série | Time 2 | 1º Jogo | 2º Jogo | 3º Jogo |
| ------- | ----- | ------ | ------- | ------- | ------- |
| Antibes | 0 - 2 | Blois  | 66 - 86 | 67 - 76 | -       |

## Promoção e rebaixamento
Promovidos para a Élite na temporada 2022–23:
- Nancy [8]
- Blois[9]

 Rebaixados para a NM1 na temporada 2022–23:
- Tours
- Rouen